# Villefranche-du-Queyran
Villefranche-du-Queyran é uma comuna francesa na região administrativa da Nova Aquitânia, no departamento Lot-et-Garonne. Estende-se por uma área de 16,64 km². Em 2010 a comuna tinha 390 habitantes (densidade: 23,4 hab./km²).